# トランジットモール

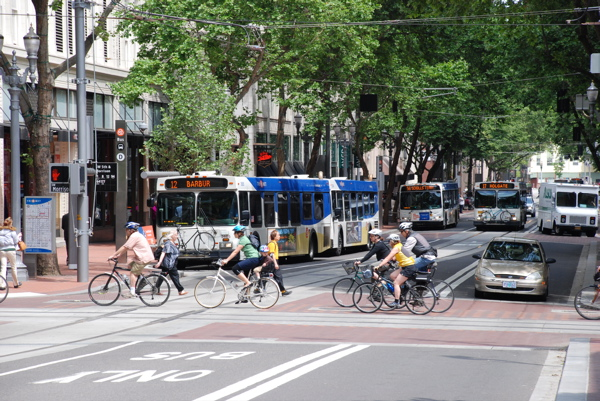
ポートランド市のトランジットモール

トランジットモール（Transit mall）とは、自家用自動車の通行を制限し、バス、路面電車、LRT、タクシーなどの公共交通機関だけが優先的に通行できる形態の歩車共存道路を指す。
欧州では都市中心域の歩行者空間（広場）に公共交通機関が進入し共存する形態がしばしば見られるが、北米においてはこれを参考にしながらも、主に公共交通機関への依存度が高い低所得者層を呼び込むことにより、中心市街地を活性化させる施策の一つとして導入された。

## 概要
1962年、アメリカ合衆国ミネソタ州ミネアポリス市において、ニコレット通りのニコレット・モールがアメリカで2番目のモール（歩行者専用道路）としてバス・タクシーのみ乗り入れで計画され、1967年から実施されたのが世界最初であるが、これをきっかけに各地でモールが導入されていく。
バッファロー, セントルイス、ボルチモア、ミルウォーキー、ポートランド、タコマ
カラマゾーなど、50市近くにのぼっている。
なお、トランジット·モール形式のものとしてはシカゴ·ステイトストリートモール
フィアのチェスナットストリートモール、デンバーの16番街モール、マイアミビーチのリンカーン通り、それにポートランドの平行する5番街, 6番街の2本の通り、タコマのコマース通り·パシフィック通りなど、10都市程度にとどまっている。
90年代以降には自動車を排除した歩行者モールやトランジット·モールのうち、いくつかは廃止され一般の道路に戻されている。例えばシカゴのステイトストリートモールが96年に、フィラデルフィアのチェスナットストリートモールが00年に廃止され、通常の自動車が通行する道路に復帰している。また成功例とされるポートランドの5番街とブロードウェイの2本のトランジット·モールも、一部区間が一般車に開放されている。まだ存続されているモールの幾つかは、改廃に向けての議論がされているとの情報もある。

日本では、1999年3月15日 - 3月28日に浜松市が遠州鉄道と共にオムニバスタウン施策の一環として試験的に運用したのが最初である。しかし、これは静岡県警との交渉が長引いたことなどが起因し、PR不足や短い実施期間が災いとなり、効果があまり得られず本格実施に至らなかった。

## 北米の導入事例
- アメリカ合衆国
  - コロラド州デンバー市（16thストリート・モール、1982年)
  - マジソン (1970年代)
  - バッファロー(1986年)
  - エヴァンスビル(1971年)
  - マイアミビーチ(1959年)
  - シカゴ(チェスナットステイトストリートモール、1979 / 1996年廃止)
  - ルイスビル(1973 / 1989年区間短縮。2000年廃止)
  - フィラデルフィア(ストリートモール、1976 / 2000年廃止)
  - ミネソタ州ミネアポリス市（ニコレット・モール、1967年）
  - オレゴン州ポートランド市（ポートランド・トランジット・モール 1978年)
  - ワシントン州タコマ市（コマース通り・パシフィック通り）
- カナダ・ブリティッシュコロンビア州バンクーバー市（グランビル・モール）

## 日本国内の導入事例

### 既に実施されている地域
- 群馬県前橋市
  - 商店街で実施されている。コミュニティバスとしてマイバス（関越交通）が運行されている。
- 石川県金沢市
  - 横安江町商店街内（2006年までアーケード内を走行[2]）にて実施されている。コミュニティバスとして金沢ふらっとバス（北陸鉄道）が運行されている。
- 兵庫県姫路市
  - 姫路駅北側の再開発を「姫路駅北駅前広場整備」で大手前通りがトランジットモール化された[3][4]。
- 沖縄県那覇市
  - 2007年4月1日より本格導入。国際通りで毎週日曜日の12時 - 18時に実施されている。コミュニティバスとして10番・牧志新都心線（那覇バス）が運行されている。

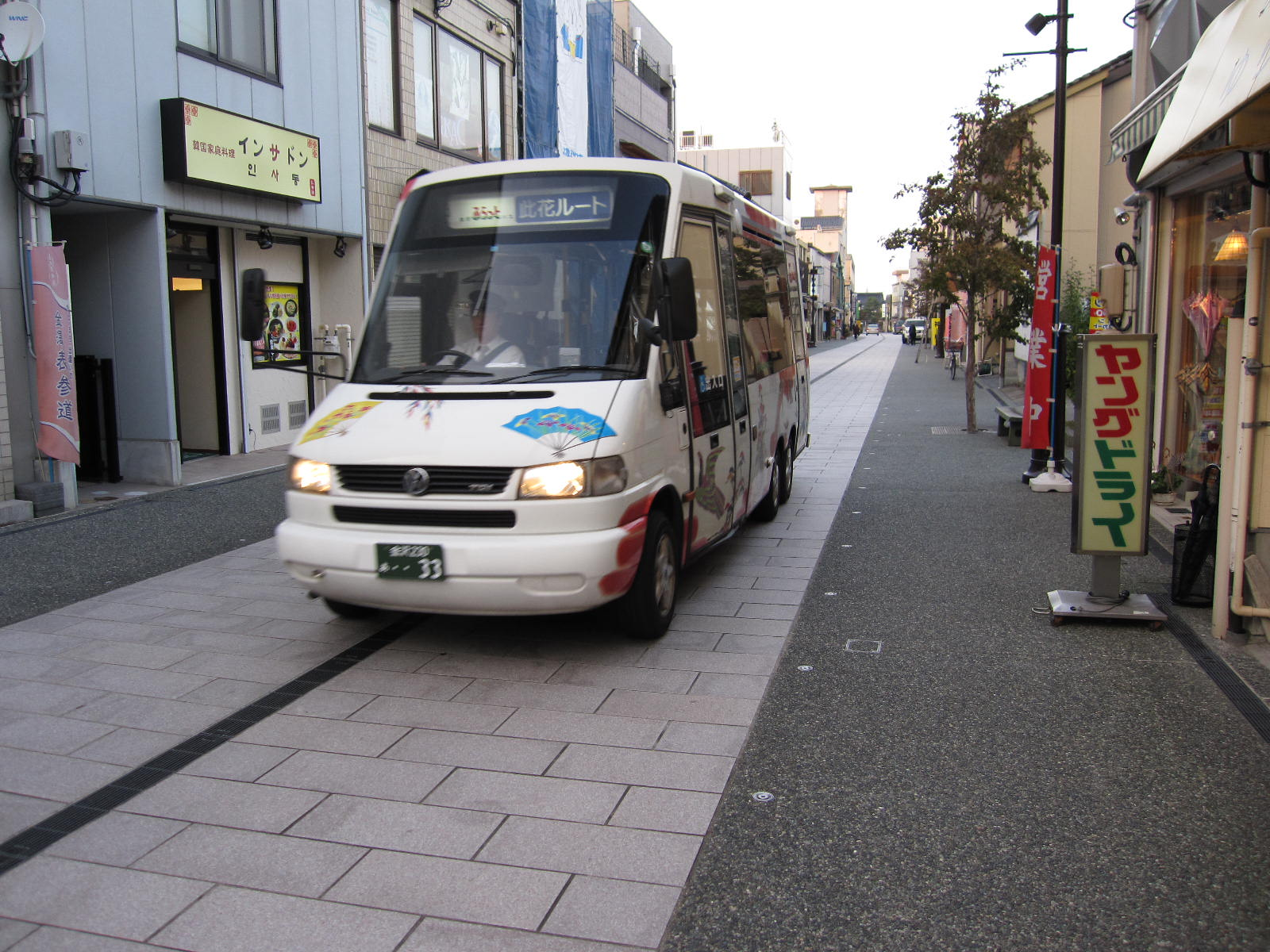
金沢市横安江町商店街
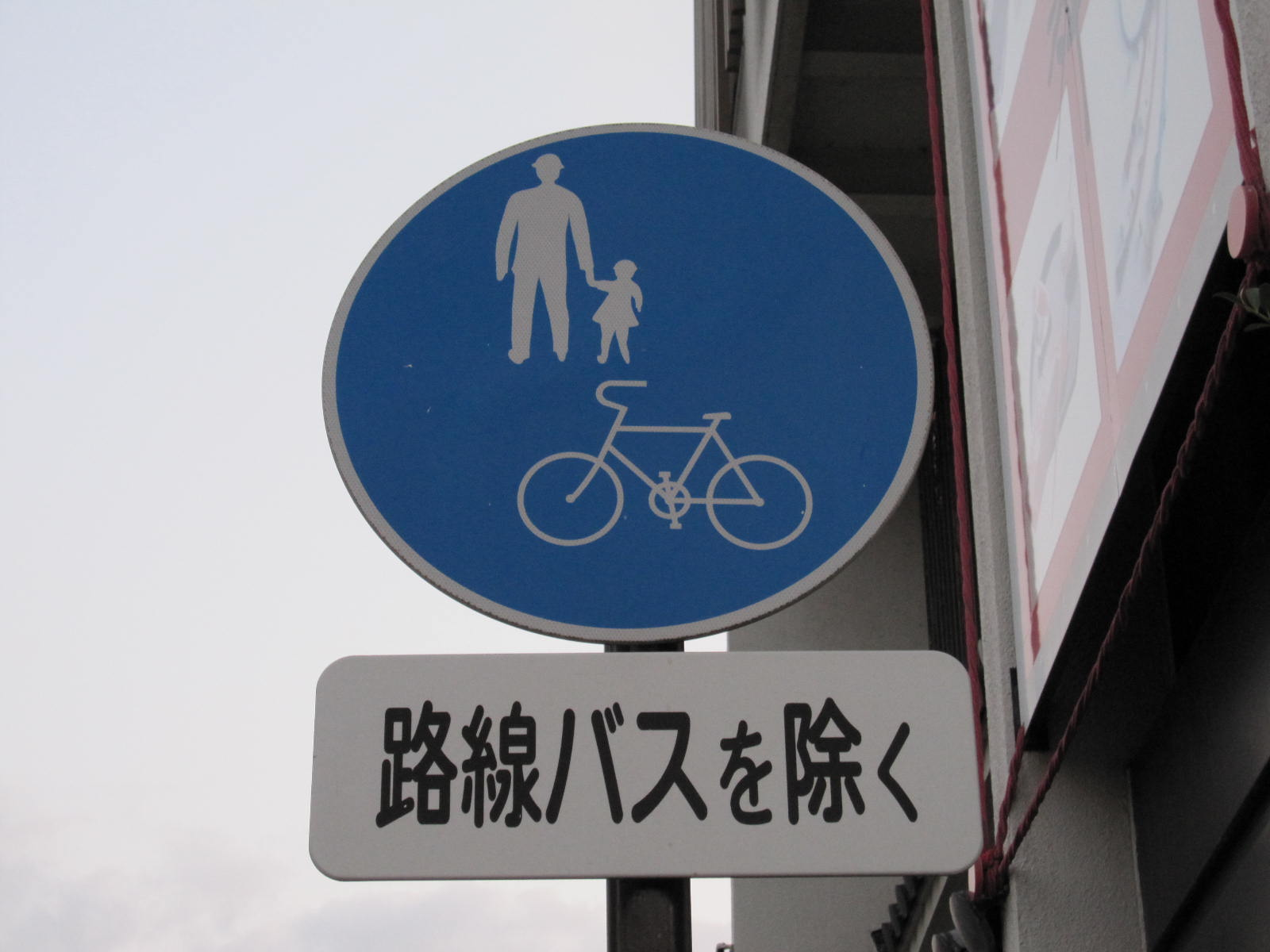
金沢市横安江町商店街（交通規制標識）
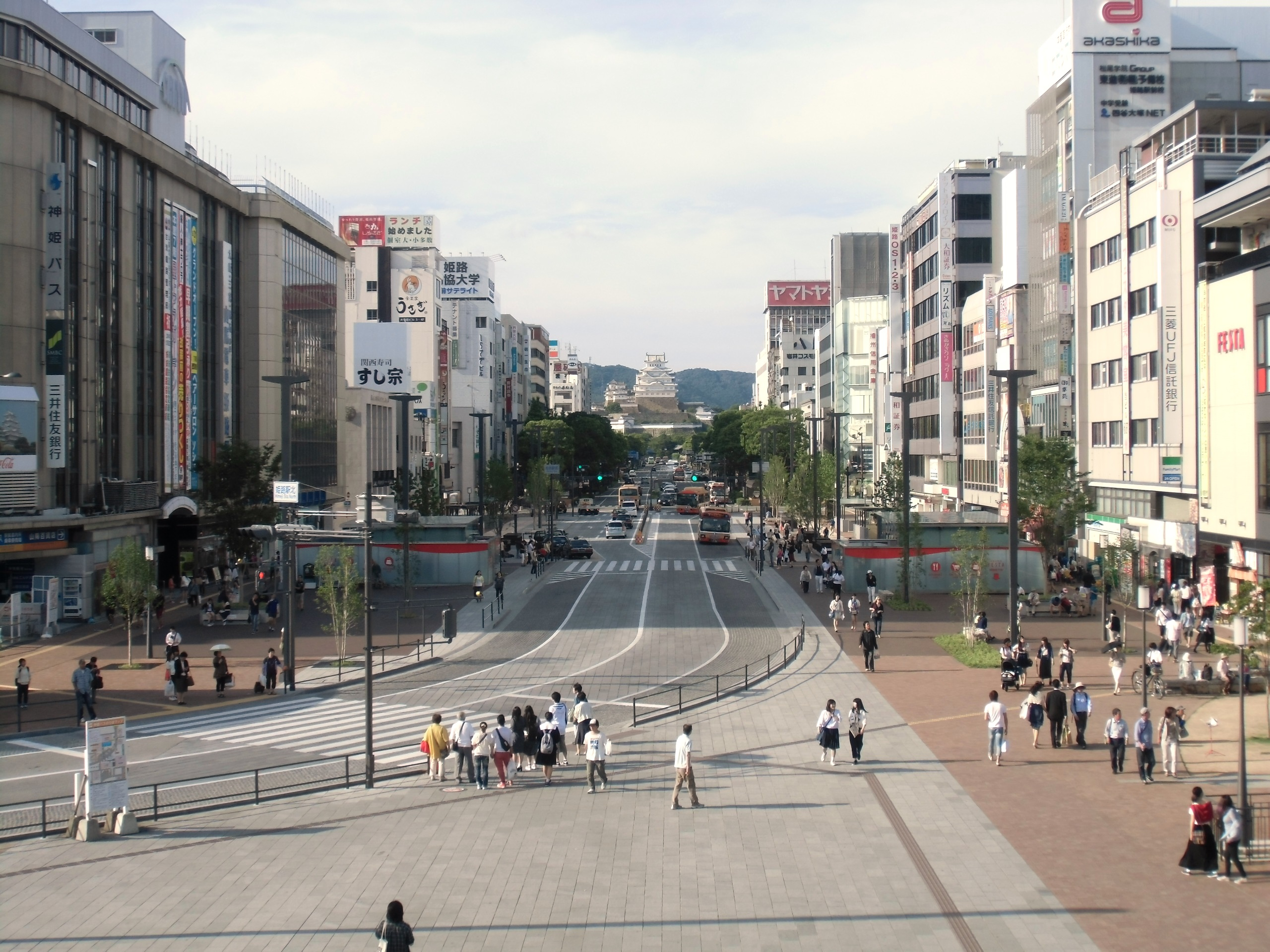
姫路市大手前通り

### 導入が予定・検討されている地域
- 福井県福井市

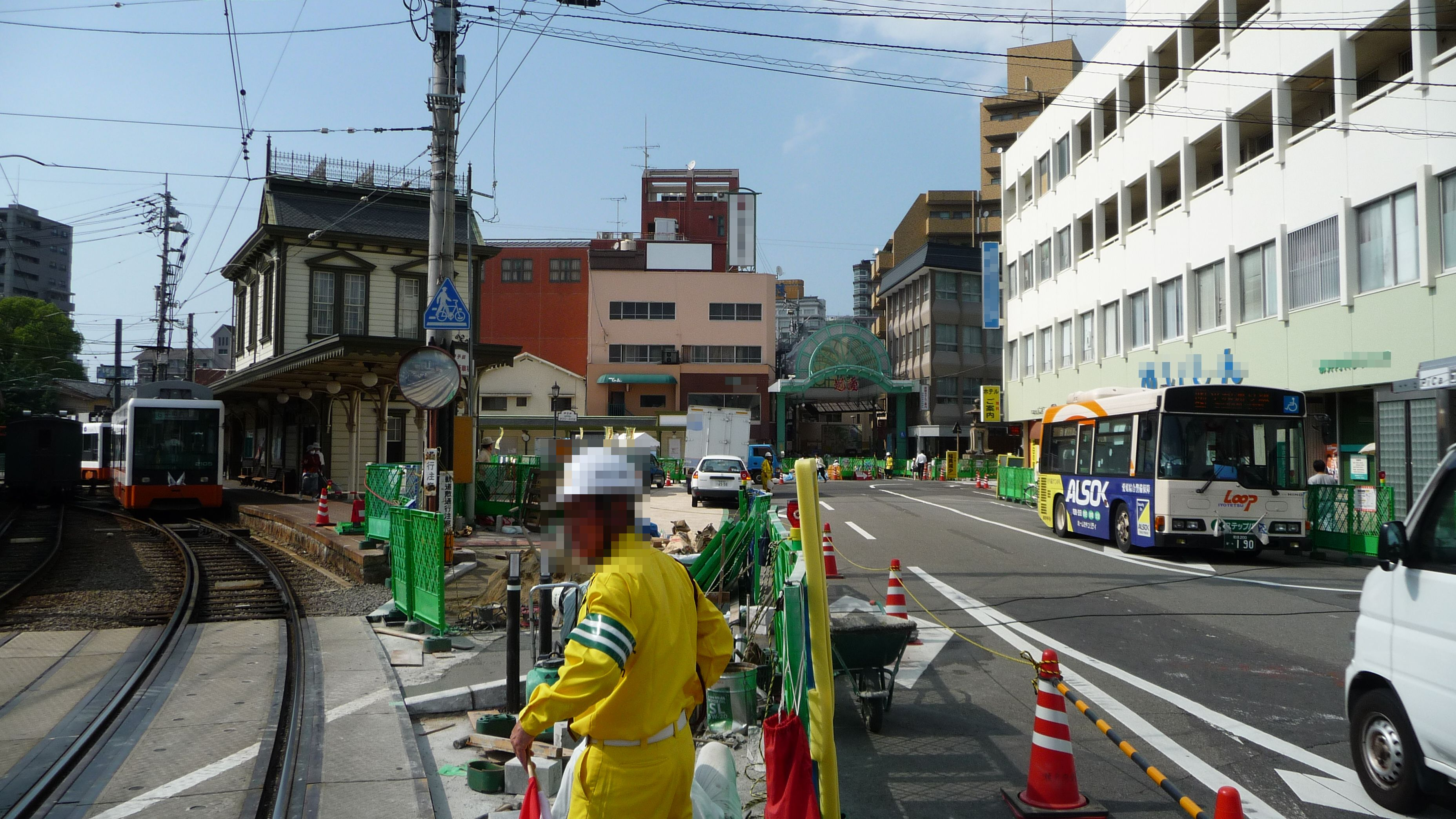
松山市の道後温泉駅前で進む工事

  - 2001年10月12日から11月4日まで実験が行われた[5][6]。
- 栃木県宇都宮市
  - 2006年11月4日から11月5日にかけて中心市街地でトランジットモールの実証実験「大通りにぎわいまつり」を開催し、2日間で9万人の来場者数を記録[7]。
- 京都府京都市
  - 2007年度に四条通で試行実施がなされた。
- 愛媛県松山市
  - 道後温泉駅周辺をトランジットモール化する工事が進んでいる。またJR松山駅周辺の再開発に伴い、伊予鉄道市内線を引き込むトランジットモールを新設する予定。
- 長崎県長崎市
  - JR長崎駅周辺の再開発に伴い、長崎電気軌道を引き込むトランジットモールを新設する予定。